# Carpinus turczaninovii
Carpinus turczaninovii або Carpinus turczaninowii — вид квіткових рослин з родини березових. Поширення: Китай, Японія, Корея.

## Біоморфологічна характеристика
Це невелике повільноросле дерево, заввишки 4–15 метрів. Кора темно-сіра. Гілочки сіро-коричневі, тонкі, запушені в молодому віці, потім ± голі. Ніжка листка 4–10 мм, рідко запушена. Листкова пластинка яйцеподібна, широкояйцеподібна, яйцеподібно-еліптична або яйцеподібно-ромбічна, рідко яйцеподібно-ланцетна, 2–6 × 1.3–4 см, знизу рідковорсистa вздовж жилок, бородчаста в пазухах бічних жилок, зверху гола або рідковорсистa вздовж середньої жилки, основа майже заокруглена або широко клиноподібна, рідко майже серцеподібна або клиноподібна, край регулярно або нерівномірно подвійно-пилчастий, рідко просто пилчастий, верхівка гостра або загострена; бічних жилок 8–12 з кожного боку від середньої жилки. Жіноче суцвіття 3–6 см. Горішок широкояйцеподібний, ≈ 3 × 2 см, голий, за винятком рідко ворсинчастого на верхівці, смолисто залозистий, чітко ребристий. Цвітіння: травень і червень, плодіння: липень — вересень.

## Середовище
Зростає на висотах від 500 до 2400 метрів. Цей вид росте в лісах помірного поясу, на кам'янистих схилах, хребтах, а також у західних прибережних районах та островах. Він віддає перевагу сухим, добре дренованим ґрунтам. Загрози для цього виду невідомі.

## Використання
Деревина дуже тверда, щільна, дрібнозерниста та має дрібну текстуру, і використовується для виготовлення сільськогосподарських інструментів та меблів.